# Антиалкогольний селянський рух
Антиалкогольний рух селян — масовий антиалкогольний протест, який розгорнувся у Російській імперії в середині XIX століття. Найбільшого розмаху досяг у 1858-1859 роках у зв'язку з підвищенням непрямого податку на горілку.

## Передумови
Після поділів Речі Посполитої на території, включеній до складу Російської імперії, стало поширюватися пияцтво. Цьому сприяла наявність так званих «кабаків», які з'явилися у Московщині в часи Івана IV. Кабаки, на відміну від шинків і корчом, де можна було їсти, пити і спілкуватися, були чисто питними закладами, і закуски тут не подавалися.
За Маніфестом 1810 року у приєднаних губерніях були підтверджені поміщицькі привілеї на вільне винокурство (так звана «система винних відкупів»). Ці губернії (Чернігівська, Полтавська, Харківська, Ковенська, Гродненська, Віленська, Мінська, Могильовська, Вітебська, Волинська, Подільська, Київська, Катеринославська, Таврійська, Херсонська і Бессарабська) дістали назву привілейованих. Відкупники були передані під особливу опіку губернаторів, отримали право нагляду за винокурнями, повну свободу на відкриття кабаків (у тому числі негласних), перенесення їх за власним бажанням на вигідніші місця. У результаті навіть поміщики скаржилися, що відкупники ставлять кабаки ледве не навпроти панського будинку.
Система відкупу діяла таким чином: кожен селянин був приписаний до певного шинку і був зобов'язаний випити певну норму алкогольних напоїв або виплатити так чи інакше таку саму суму грошей відкупникові.. Природно, що стоячи перед таким вибором, більшість селян хотіла отримати «хоч що-небудь» за забрані гроші. Наприкінці першої половини XIX століття пияцтво досягло загрозливих розмірів, поміщики і торговці одержували величезні доходи, все більше загинаючи ціни на алкоголь. Під 1858 рік відро сивухи замість трьох рублів коштувало десять.
Крім того, жорстоко каралися будь-які порушення Закону про питні збори. Чиновники самі заводили собі підвали для корчемного вина і переслідували корчмарство, яке становило конкуренцію відкупній системі і кабакам. Ось перелік деяких урядових постанов другої чверті XIX століття, спрямовоюних проти шинкарства:
- 1824 року було видано постанову про обов'язок військового начальства надавати допомогу у пошуку шинкарів;
- 15 квітня 1827 видано сенатський указ «Про стягнення за шинкарство»;
- 8 липня 1827 — доповідь міністра Імператорського двору «Про покарання удільних селян, звинувачених у звичайному шинкарстві»;
- 19 січня 1832 — постанова Державної ради «Про віддання під Військовий суд дворян, спійманих на шинкарстві»;
- 28 травня 1837 — наказ імператора Миколи I «Про засудження військових поселянок, спійманих на шинкарстві»[7].

Ці заходи викликали на межах «привілейованих губерній» опір корчмарів, який із 1843 року зріс та супроводжувався заворушеннями і навіть вбивствами. Для придушення опору влада в 1850 році змушена була навіть створити спеціальну «корчемну варту». Виконавши свою мету, 1856 року вона була скасована, однак в інших частинах імперії шинкарство продовжувало розвиватися, і за нього позбавленням волі або висилкою в Сибір були скарані сотні тисяч осіб, причому неабияка частина з них — просто за наклепом. За підрахунками Міністерства юстиції Російської імперії, у 1840–1850 роках кількість підсудних з причини порушень Уставу про питний збір досягала 60 480 осіб (по 6048 щороку); в деяких губерніях кількість винних за цими статтями досягала третини загальної кількості підсудних.

## Рух
Як форма протесту проти введення монополії поміщиків на виготовлення і продаж алкоголю  та непомірних цін на нього  у містечкових парафіях почали стихійно утворюватися товариства тверезості. Згідно з архівними документами, виявленими білоруськими дослідниками М. Зайцевим і Б. Клейн, місцем виникнення організованого опору пияцтву стала Гродненщина. Тут перші братства тверезості з'явилися у Пружанському повіті вже в 1846—1848 роках.
У порівняно короткі терміни антиалькагольную рух поширився на всі білоруські губернії, а найбільшого розмаху набув у Гродненській і Віленської губерніях. В одному Кобринському повіті було закрито 70 «кабаків». У Ковенській губернії, де товариства тверезості стали з'являтися услід за Гродненщиною, взимку 1858 року з 278 виноробень було закрито 88; у 1859 було одержано тільки 1899 свідоцтв на питні заклади проти 2 797 свідоцтв, отриманих у 1858 році,. Наприкінці 50-х років XIX століття цілі селянські громади на сільських зборах ухвалювали рішення про відмову купувати і споживати алкогольні напої, закріплюючи свої ухвали клятвами, які передбачали для відступників грошові штрафи і фізичні покарання (у той час вже сам факт клятви був злочином, оскільки російське законодавство забороняло будь-які клятви, крім присяги царю ). Наприклад, у Віленському і Дісненському повітах буквально за кілька днів дали обітницю не пити цілих 50 000 осіб. У 1859 обітницю не пити п'янких напоїв дали 474 143 сільські жителі: 220 140 людей у Гродненській, 140 003 людини у Віленській, 84 000 осіб у Мінській і 30 000 – у Вітебській губерніях.
Серед білоруських міст і містечок Станіслав Терьохін зазначає Ошмяни і Пружани, де членами товариств тверезості стала половина жителів; у Бересті – дві третини; у Слонімі — 100%.
Основними учасниками руху проти пияцтва стали державні селяни, яких підтримали поміщицькі і удільні селяни, міські низи, відставні солдати та інші. Для нагляду за виконанням обітниці в кожному селі обирали голову. У рідкісних випадках, коли без вина обійтися не можна було, придбавали виноградне вино. Між  тим, у багатьох селах не забороняли пити і горілки, однак вимагали використовувати її тільки у власному будинку, а не в шинку. Обітниці складалися як письмові, так і усні; в деяких місцях для цього приходили у храм (велику підтримку антиалкогольному рухові надали католицькі священики): служили молебень, цілували хрест і писали зобов'язання.
Кількість учасників руху склала сотні тисяч людей з 32-х  литовських, українських і російських (переважно центральних і поволзьких) губерній. Непитущим вимагали закриття питних установ, у травні 1859 почалися їх масові погроми. Заворушення охопили 15 губерній.
У липні 1859 року Священний синод виніс постанову, якою зобов'язував священиків сприяти виникненню у міських і сільських громадах доброї рішучості утримання від уживання вина».
Не виправдалися надії відкупників на те, що вживання алкоголю поновиться після 19 лютого 1861 року, коли Олександр II підписав Маніфест про скасування кріпосного права.

## Придушення
Рух тверезості став несподіванкою для відкупників, місцевої влади та уряду. У деяких місцях відкупники пішли на зниження цін і навіть на дешеву роздачу горілки; поширювалися чутки, ніби гроші, витрачені на вино, будуть використані на викуп з кріпацтва, проте селяни не піддалися обманам і спокусам. Справники намагалися відрадити селян від обітниці, навіть застосовуючи силу.
Міністр фінансів, наляканий втратою колосального доходу в казну, спеціальним наказом заборонив тверезницькі збори і звелів знищити їхні постанови про утримання від споживання алкоголю . На прохання уряду Святий синод рекомендував священикам тимчасово утриматися від осуду пияцтва у проповідях.
Царський уряд придушив антиалкогольний рух військами, чого не було більше в жодній іншій державі. Згідно з книжкою «Відомості про питні збори», кількість підсудних у питних справах у 1858 році становила 110 976 осіб, з яких за порушення Уставу про питні збори та акцизи – 5 421 людина . За участь у товариствах тверезості було засуджено понад 11 000 селян, у тому числі з білоруських губерній 780 заслані в Сибір, де чимала їх кількість загинула.

## Наслідки
У результаті селянської кампанії збанкрутували близько трьох тисяч власників «кабаків». Відкупна система указом від 26 жовтня 1860 скасовувалася, і з 1863 року почала діяти акцизна система. Звідси право торгувати алкоголем мав кожен, хто сплачував акциз (податок із продажу). Дослідник історії пияцтва в Росії Іван Прижов на підставі статистичних даних про результати діяльності акцизної системи писав, що кількість «кабаків» за час її діяльності збільшилася в шість разів, внаслідок чого значно зросла кількість померлих від уживання вина і тих, що перепилися до смерті.
Через це військове придушення подальші товариства тверезості в Російській імперії виникли тільки через 30 років . Проте вже до 1900 року в державі налічувалося 15 міських і 140 сільських товариств, до 1914 — 400. Одне з таких товариств під назвою «Зріка проти пияцтва» організував російський письменник Лев Толстой; в ньому брали участь у тому числі мандрівник Микола Миклухо-Маклай і живописець Ілля Рєпін. А Союз непитущих очолив представник царської сім'ї князь Костянтин Костянтинович. Діяльність товариств спричинилася до запровадження царським урядом «сухого закону» з 19 липня 1914 року, який формально діяв навіть у Радянській Росії до 26 серпня 1923 року.
Антиалкогольні бунти були специфічною формою протестів селянства Гродненської та Віленської губерній і в часи перших російських революції 1905-1907 років.

## У мистецтві
Проблемі пияцтва і боротьбі з ним присвятив свою поему «Два дияволи» тодішній білоруський письменник Костянтин Вереніцин. Знайдений зовсім недавно в рукописах Олександра Рипінського, цей твір спочатку вважався анонімним.
- Іван Прижов записав у білоруських губерніях народну пісню, присвячену тогочасній гіркій долі:

| | — Сіні салавейка, чаму ты не сьпяваеш, Чы ты, салавейка, голасу ня маеш? — Патраціў я голас на зялёным гаю, На зялёным гаю, на ціхім Дунаю. — Чаму ты, малады, чаму не гуляеш, Чы ты, малады, шчасьця-долі ня маеш? — Патраціў я долю, ня раз сваю волю, У новай карчомцы на горкай гарэлцы, Цяпер жа мне некуды павярнуццы, Усё мае сяло ў Баруха на водцы. Тут мае конікі, тут мае волікі, Тут мая адзежка, тут мае грошыкі… Сівы галубочку сядзі на дубочку, Выклікала матка сына з карчмы да дамочку. — Ой хадзі, мой сынку, з карчмы да дамочку, — Я сам таго бачу, што худобу трачу, За дробными сьлёзункамі я сьвету ня бачу… |
| — Глава XX. Распространение кабаков в XVIII веке. Откупная система // История кабаков в России в связи с историей русского народа | |

- Олексій Толстой у своїх віршах жорстко засуджував народне пияцтво і схвалював тверезницький рух[13].

## Цікавинки
Прізвище єврейського походження Бронфман (або Брунфман) пішло від діяльності відкупника. Корінь слова — «бронфн» (у південних діалектах — «брунфн») — мовою їдиш означає «горілка». Зазвичай такі прізвиська давалися держателям винокурень або відкупникам горілчаної монополії.